# Перрон, Оскар
Оскар Перрон (нем. Oskar Perron; 7 мая 1880, Франкенталь — 22 февраля 1975, Мюнхен) — немецкий математик, известный своим вкладом в теорию дифференциальных уравнений, в частности, методом Перрона решения задачи Дирихле для эллиптических дифференциальных уравнений с частными производными. Им также была написана энциклопедическая книга о непрерывных дробях (нем. Die Lehre von den Kettenbrüchen). 
По имени Перрона названы следующие математические понятия:
- Оператор Перрона — Фробениуса
- Теорема Адамара-Перрона
- Теорема Фробениуса — Перрона
- Числа Перрона
- Метод Перрона[1]

## Основные работы
- Über die Drehung eines starren Körpers um seinen Schwerpunkt bei Wirkung äußerer Kräfte, Diss. München 1902
- Grundlagen für eine Theorie der Jacobischen Kettenbruchalgorithmus, Habilitationsschrift Leipzig 1906
- Die Lehre von den Kettenbrüchen, 2 vols., 1913, 3rd edn. Teubner Verlag 1954 (vol. 1 Elementare Kettenbrüche,[2] vol. 2 analytische und funktionentheoretische Kettenbrüche[3])
- Irrationalzahlen, 1921,[4] 2nd edn. 1939,[5] 4th edn. de Gruyter, Berlin 1960
- Algebra I, II, Sammlung Göschen 1927,[6] 3rd edn, 1951
- with Evelyn Frank: Remark on a certain class of continued fractions (англ.) // Proc. Amer. Math. Soc. : journal. — 1954. — Vol. 5, no. 2. — P. 270—283. — doi:10.1090/s0002-9939-1954-0061185-4.
- Nichteuklidische Elementargeometrie der Ebene, Teubner, Stuttgart 1962